# 沙泰勒诺
沙泰勒诺（法語：Châtellenot，法語發音：[ʃatɛlno]）是法国科多尔省的一个市镇，属于博讷区。

## 地理
沙泰勒诺（47°14'10"N, 4°29'21"E）面积11.52 平方千米，位于法国勃艮第-弗朗什-孔泰大區科多尔省，该省份为法国中东部省份，北起奥布省，西接涅夫勒省和约讷省，南至索恩-卢瓦尔省，东南接汝拉省，东临上索恩省，东北部与上马恩省接壤。
与沙泰勒诺接壤的市镇（或旧市镇、城区）包括：阿尔芒松河畔沙伊、克洛莫、图瓦西勒代塞尔、阿尔孔塞、埃塞。

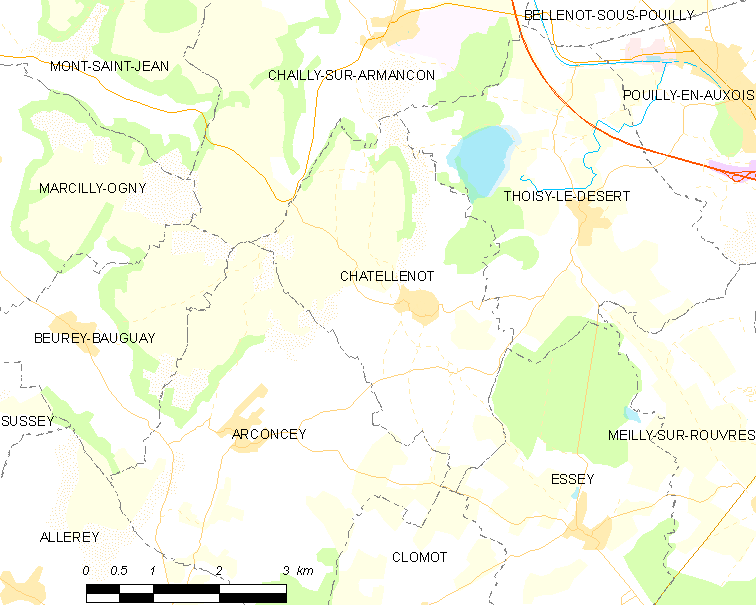
沙泰勒诺的OSM定位图

沙泰勒诺的时区为UTC+01:00、UTC+02:00（夏令时）。

## 行政
沙泰勒诺的邮政编码为21320，INSEE市镇编码为21153。

## 政治
沙泰勒诺所属的省级选区为阿尔奈勒迪克县。

## 人口

1962-2008年间沙泰勒诺人口变化图示

沙泰勒诺于2022年1月1日时的人口数量为163人。